# Chūreh Tāb
Chūreh Tāb (persiska: چورِه ناب, چُورناب, جورِه ناب, چُورِه ناب, چُّرِه نَب, چَرَهناب, چوره تاب, Chūreh Nāb) är en ort i Iran.   Den ligger i provinsen Zanjan, i den nordvästra delen av landet, 280 km väster om huvudstaden Teheran. Chūreh Tāb ligger 1 901 meter över havet och antalet invånare är 187.
Terrängen runt Chūreh Tāb är kuperad åt nordost, men åt sydväst är den platt. Runt Chūreh Tāb är det ganska glesbefolkat, med 47 invånare per kvadratkilometer. Närmaste större samhälle är Zanjan, 10,5 km väster om Chūreh Tāb. Trakten runt Chūreh Tāb består i huvudsak av gräsmarker.